# Isola di Saint Paul (Alaska)
L'isola di Saint Paul (isola di San Paolo) è la più grande delle isole Pribilof che si trovano a nord dell'arcipelago delle Aleutine, tra l'Alaska e la Russia. L'isola appartiene all'Alaska (USA). La città di St. Paul è l'unico centro abitato dell'isola. Le due isole più vicine a Saint Paul sono Otter a sud-ovest e Walrus a est.
L'isola è stata scoperta il 29 giugno, giorno dei SS. Pietro e Paolo, del 1787 e chiamata quindi Saint Peter and Saint Paul rimanendo poi, nell'uso popolare, solo Saint Paul.
L'isola ha la più grande comunità aleuta degli Stati Uniti, gli abitanti appartengono alla chiesa ortodossa russa.

## Note

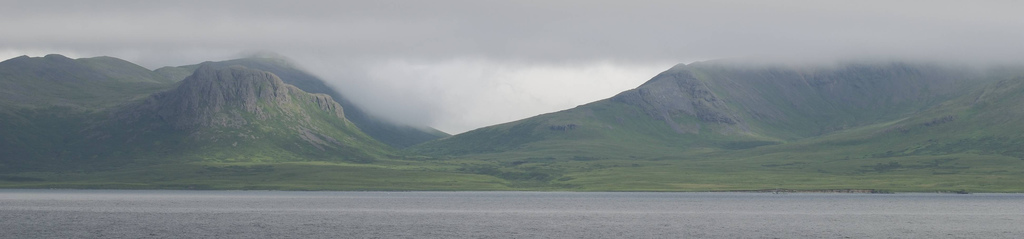
L'isola di Saint Paul